# Strößwitz
Strößwitz is een plaats en voormalige gemeente in de Duitse deelstaat Thüringen en maakt deel uit van de gemeente Neustadt an der Orla in het district Saale-Orla-Kreis.
Op 1 juli 1950 werd Strößwitz een Ortsteil van de gemeente Breitenhain. Dit duurde tot 1 december 2010 toen Breitenhain samen met Strößwitz als Ortsteil Breitenhain-Strößwitz werd opgenomen in de gemeente Neustadt an der Orla.

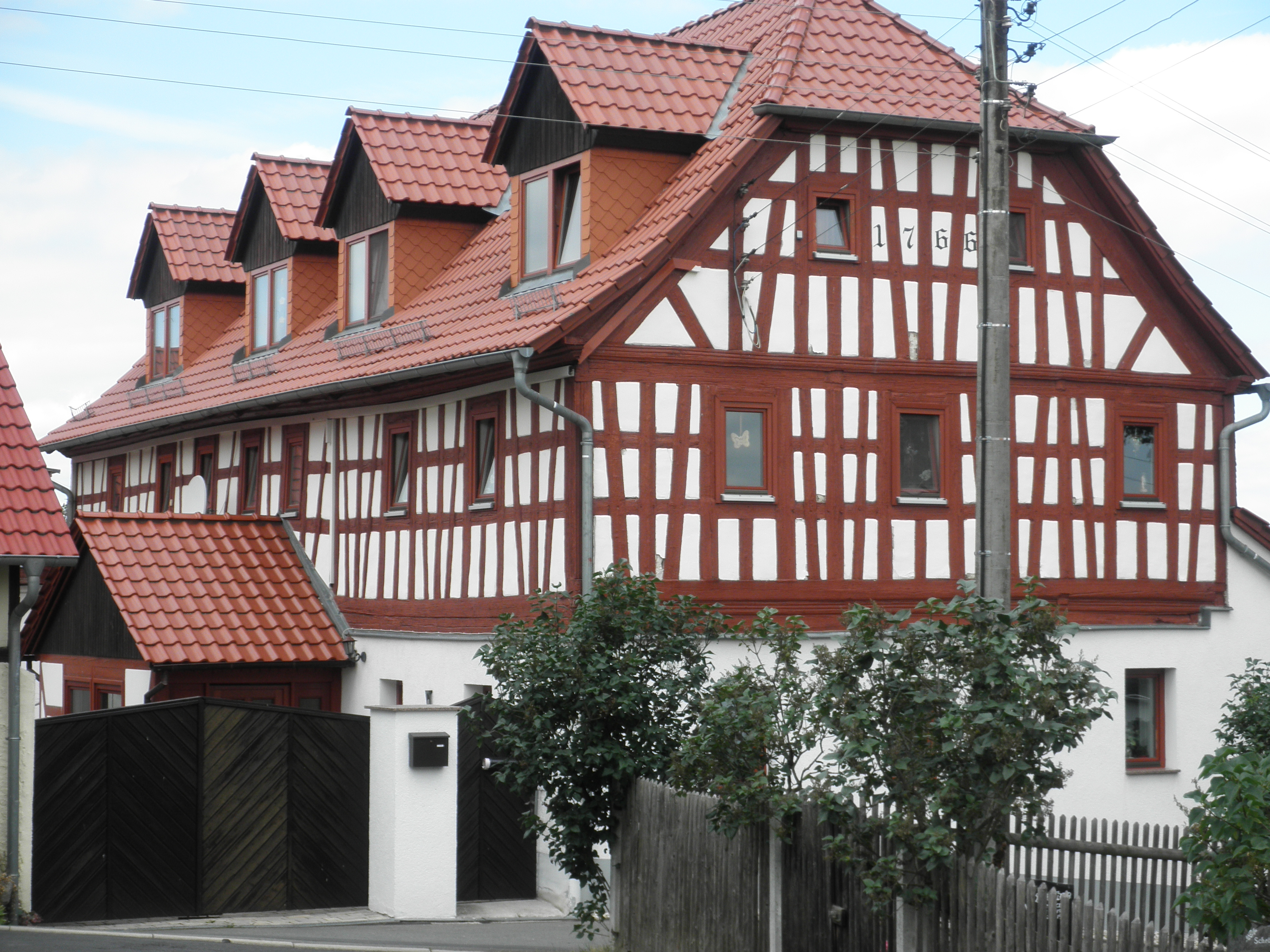
Een vakwerkhuis in Strößwitz